# Dicranomyia (Dicranomyia) abjuncta
Dicranomyia (Dicranomyia) abjuncta is een tweevleugelige uit de familie steltmuggen (Limoniidae). De soort komt voor in het Oriëntaals gebied.